# Varghese Mathai
Pour les articles homonymes, voir Mathai.
Varghese Mathai est un mathématicien australien, professeur à l'université d'Adélaïde. Sa première contribution la plus influente est le formalisme Mathai-Quillen (en), qu'il a formulé avec Daniel Quillen, et qui a depuis trouvé des applications dans la théorie de l'indice et la théorie des champs quantiques topologiques (en). Il a été nommé professeur titulaire en 2006. Il est nommé directeur de l'Institut de géométrie et de ses applications en 2009. En 2011, il a été élu membre de l'Académie des sciences australienne. En 2013, il a été nommé professeur Elder de mathématiques (en) (Sir Thomas) à l'université d'Adélaïde et a été élu membre de la Royal Society of South Australia.

## Formation
Mathai est titulaire d'un Bachelor of Arts (BA) de l'Institut de technologie de l'Illinois. Il s'est ensuite rendu au Massachusetts Institute of Technology (MIT), où il a obtenu un doctorat sous la direction de Daniel Quillen, médaillé Fields, avec une thèse intitulée « Heat Kernels, Thom Classes and the Index Theorem for Imbeddings » (1986) .

## Recherche et carrière
Le travail de Mathai se situe dans le domaine de l'analyse géométrique. Ses intérêts de recherche portent sur la {\displaystyle L^{2}}-analyse, la théorie de l'indice et la géométrie non commutative. Il travaille actuellement sur des problèmes mathématiques qui ont leurs racines dans la physique, par exemple, les théories des champs topologiques, l'effet Hall quantique fractionnaire et les D-branes en présence de champs B. Ses recherches portent principalement sur l'application de la géométrie non commutative et de la théorie de l'indice à la physique mathématique, avec un accent particulier sur la théorie des cordes. Ses travaux actuels sur la théorie de l'indice sont des travaux conjoints en cours avec Richard Melrose et Isadore Singer, sur l'indice analytique fractionnaire et sur le théorème de l'indice pour les familles projectives d'opérateurs elliptiques. Son travail actuel sur la théorie des cordes est un travail conjoint en cours avec Peter Bouwknegt, Jarah Evslin, Keith Hannabuss et Jonathan Rosenberg, sur la dualité T en présence de flux de fond.
Le formalisme Mathai-Quillen (en) est apparu dans Topology, peu de temps après que Mathai ait terminé son doctorat. En utilisant le formalisme de superconnexion de Quillen, ils ont obtenu un raffinement de la formule de Riemann-Roch, qui relie les classes de Thom en K-théorie et en cohomologie, comme une égalité au niveau des formes différentielles. Cela a une interprétation en physique comme le calcul des fonctions de partition classique et quantique (super) pour l'analogue fermionique d'un oscillateur harmonique avec terme source. En particulier, ils ont obtenu une belle forme gaussienne représentative de la classe de Thom en cohomologie, qui a un pic le long de la section zéro. Son représentant universel est obtenu à l'aide de la machinerie des formes différentielles équivariantes (en).

## Prix et distinctions
Mathai a reçu la médaille de la Société mathématique australienne en 2000. D'août 2000 à août 2001, il a également été chercheur à l'Institut de mathématiques Clay et chercheur invité au Massachusetts Institute of Technology. De mars à juin 2006, il a été chercheur principal à l'Institut international Erwin-Schrödinger pour la physique mathématique à Vienne.
En 2011, il a été élu membre de l'Académie des sciences australienne. En 2013, il a été élu membre de la Royal Society of South Australia. En 2017, il a reçu une bourse de lauréat australien du Conseil australien de la recherche.
En 2021, il a reçu la prestigieuse médaille Hannan et une conférence de l'Académie australienne des sciences, reconnaissant une carrière exceptionnelle en mathématiques. La même année il est lauréat de la médaille George Szekeres.

## Publications (sélection)
- Varghese Mathai et Daniel Quillen, « Superconnections, Thom classes and equivariant differential forms », Topology, vol. 25, no 1,‎ 1986, p. 85–110 (DOI 10.1016/0040-9383(86)90007-8)
- Bouwknegt, Peter, Evslin, Jarah et Mathai, Varghese. (2004) "T-duality: Topology Change from H-flux". Communications in Mathematical Physics 249 (2), 383–415.
- Varghese Mathai, Richard B. Melrose et Isadore M. Singer, « Fractional Analytic Index », Journal of Differential Geometry, vol. 74, no 2,‎ 2006, p. 265–292 (DOI 10.4310/jdg/1175266205).